# Economía de banda ancha

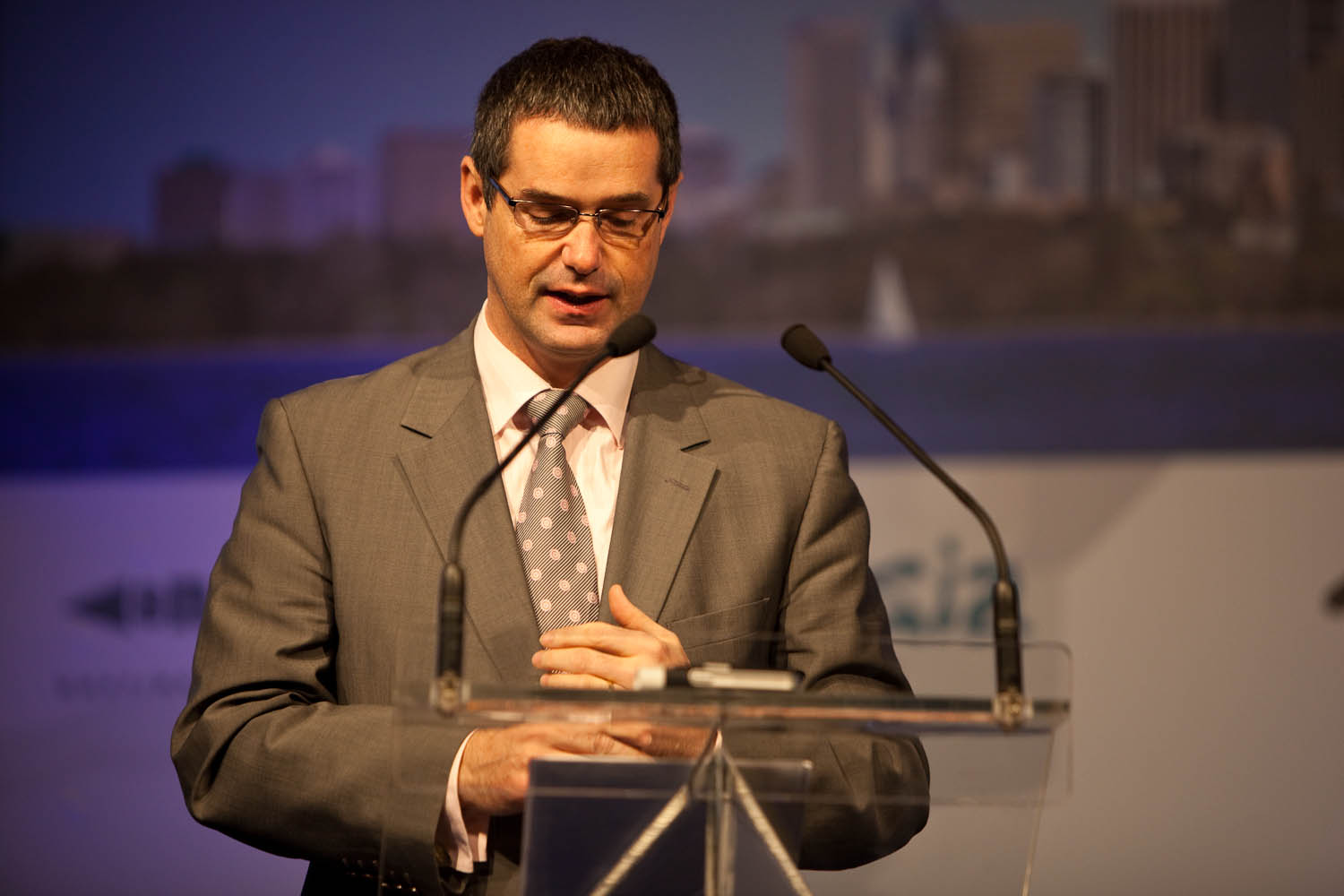
El senador Stephen Conroy, Ministro de Banda Ancha, Comunicaciones, y Economía Digital, de Australia, en la apertura de '35th ICANN Meeting' en Sídney, el 21 de junio de 2009.

La economía de banda ancha (en inglés  broadband economy, en francés économie à large bande, en portugués economía de banda larga) es un tipo de economía en la que las tecnologías de la informática y las comunicaciones están muy avanzadas, tanto en infraestructuras como en herramientas digitales y sistemas aplicativos, a tal punto que hay una cantidad de cuestiones que los individuos pueden encarar desde el lugar donde se encuentren (el domicilio, un sitio público, un club deportivo o una institución cualquiera, un centro cultural, etc.) casi como si se encontraran en ambientes o lugares especiales donde antes se debía concurrir expresamente para poder cumplir un trámite administrativo, o poder escuchar una conferencia, o poder estudiar para graduarse en algo, o poder trabajar, o poder divertirse, o poder hacer compras, etc. El distintivo de una economía de banda ancha es que prima o está muy desarrollado tanto el teletrabajo, como el tele-esparcimiento, la telesocialización, la televigilancia, la tele-administración, el telegobierno (o e-gobierno), la tele-educación, la teleconsulta, el teleturismo, la telecompra, la telecultura, etc.
En muy buena medida la economía de banda ancha permite superar las restricciones geográficas, tanto en lo que se refiere a las distancias cortas como respecto a las medianas y largas.

## Contexto[4]
El ascenso de las Comunidades Inteligentes es una respuesta a una de las mayores transformaciones económicas en la historia. "Globalización" es el término en muchos casos aceptado para ello, aunque esa palabra posiblemente no refleja la importancia y la trascendencia de esa transformación. En efecto, la propia vida económica de las personas y de las familias, y sus estrategias de supervivencia, sin duda se verán afectadas y trastocadas a lo largo y ancho del planeta.
Llamamos economía de banda ancha a una economía en cual la mayoría de las intervenciones y proposiciones de la gente trabajadora, se coordina y potencia con la de alguna otra gente trabajadora, casi como si ellos tuvieran oficinas contiguas en el mismo edificio, y a pesar de que esas personas físicamente pudieran estar en Nueva York, Bangalore, Pekín, Boston, Bruselas, o Buenos Aires.
Una simple serie de números en alguna medida captura la importancia de la referida transformación.
Durante cien años aproximadamente, desde 1870 hasta 1970, el número de personas que vivían con más que US$1 por día, ajustado por inflación, creció en alrededor de 157 millones. Al mismo tiempo, sin embargo, el número de quienes vivían con menos de 1 dólar por día, también creció pero en 45 millones. Estas cifras en sí mismas no estarían revelando nada especialmente malo, pues así, el grupo con la pobreza más abyecta habría crecido más lentamente. Pero comparar estas cifras con lo que pasó en la década 1990-2000, cuando el número de personas que vivían con más de 1 dólar por día creció en 890 millones, mientras el número de quienes vivían con menos de esa cantidad se redujo en 139 millones.
¿Qué hizo la diferencia? Posiblemente el crecimiento explosivo de las redes globales, que redujo gastos, potenció los volúmenes comerciales, e hizo que todo fuera más productivo.

## Impactos globales y locales[4][5]
Usando una infraestructura de banda ancha, las empresas comenzaron a buscar oportunidades de localizar sus instalaciones donde ellos podrían ganar la mayor ventaja en términos de gastos, facilidades, y acceso a mercados. El despliegue de la banda ancha global también provocó las inversiones de capital particularmente móvil. Billones y billones de dólares estadounidenses se movilizan cada semana alrededor del globo, a la búsqueda de una ventaja competitiva, y cuando el problema golpea una economía nacional, el capital golondrina puede que también escape a la velocidad del rayo.
Para las comunidades, el éxito económico a nivel local se ha instalado de forma extraordinariamente sensible y dependiente de la economía global, y en modos nunca antes imaginados. Pero mientras el negocio global puede que sea móvil, las comunidades no lo son. Las comunidades por todas partes finalmente tienen el mismo objetivo: ser un lugar donde la gente pueda criar a sus hijos, y dar a los jóvenes buenas oportunidades económicas y de desarrollo personal, que les permita no verse obligados a migrar.

## La paradoja de la "Banda Ancha"[4]
La posición geográfica de un territorio y sus recursos naturales, en determinado momento fueron determinantes clave del potencial económico y de desarrollo de una comunidad. Además, durante la vida de una determinada persona, rara vez las cosas cambiaban tan rápido y tan radicalmente, como para obligar a un grupo importante de individuos a adoptar un modo de vida diferente, y diferentes estrategias de supervivencia. Pero indudablemente, cuando se está inmerso en la economía de banda ancha, cada vez cuenta más lo que cuenta son las habilidades y la creatividad de la mano de obra, y la capacidad del gobierno y del sector empresarial para adaptarse e innovar, para crear e impulsar nuevas modalidades de trabajo, para incrementar los puestos de trabajo accesibles a la población activa, etc. Y éste es el tipo de cosas que más ayuda y ayudará en el mediano y largo plazo para el desarrollo sano, integral y equilibrado, de las distintas comunidades.
¿Por qué ha ocurrido esta trascendente transformación? Cuando los centros económicos están conectados, se hace posible el manejo a distancia de trámites y de controles, e incluso el ordenamiento y la supervisión de los propios procesos productivos, como si quienes realizan estas tareas se encontraran en el mismo edificio donde estas tareas se concentran, o apenas a pocos pasos, cruzando la calle o en el edificio contiguo. Esto quiere decir que cada vez será más difícil establecer barreras de protección físicas o legales, para por ejemplo privilegiar a los trabajadores locales frente a la inmigración, o para imponer cualquier otra limitación o restricción. En la economía de banda ancha cada trabajador en principio estará expuesto a la competencia de otros trabajadores (cualquiera sea el lugar de radicación de los mismos), tanto en cuanto a salario al que se aspira, como en habilidades desarrolladas, capacitación adquirida y acreditada, etc. Y esto mucho está haciendo cambiar la demanda de trabajo experto, la manera de plantear y ejecutar los procesos extractivos, la propia forma de producción de la industria básica (industria manufacturera), el traslado en un sentido o en el otro de muchas actividades que se está dando desde hace algunas décadas entre el mundo desarrollado y el mundo en desarrollo, etc.
Cuando se visita o de alguna manera se analiza los países en auge, surge con claridad de los propios medios de prensa, de la preocupación de muchos sectores respecto de las falencias en habilidades e innovación de la población económicamente activa o de las nuevas generaciones que se están formando. Salvando las distancias y las diferencias de situaciones, corresponde resaltar que en su momento las naciones en las etapas tempranas de crecimiento y desarrollo industrial, sintieron similares o comparables presiones competitivas que en varios aspectos las obligó a buscar la excelencia, la eficiencia, y la maximización de beneficios y resultados.
Hoy día la inseguridad de empleo se ha elevado, y con diferencias seguirá aumentando por todo el mundo, en buena medida como resultado de una competencia más exacerbada, así como por una búsqueda y captación de talentos más reñida, y una mayor tendencia a la globalización con todo lo que ello implica. Cierto, muy cierto, algunos empleos serán poco afectados por la economía de banda ancha, por ejemplo tal vez las ventas minoristas, ciertos servicios ligados a las familias y a los hogares, el propio sector de la construcción, etc, pero de todas maneras, estas actividades por lo general no inyectan nuevo dinero en una comunidad, pues simplemente lo transfieren de un bolsillo a otro, por lo general dentro de la propia comunidad. Una comunidad sostenible y dinámica debe tener entradas y salidas, lo que en prioridad quiere decir mercados externos para ideas, habilidades, servicios, y productos generados en la comunidad.
Aquellas comunidades que no comprendan el nuevo mundo que viene, y que no sepan cambiar en el buen sentido, irremediablemente se retrasarán, y no importará mucho el glorioso pasado que eventualmente hayan podido tener, ni el eventual mantenimiento de muchos indicadores económicos y sociales, pues quienes no avancen perderán, aun cuando la mayoría de esos indicadores no señale retrocesos pronunciados respecto de años anteriores.

## Sobre lasCiudades Inteligentes[6]
Por lo general se entiende que una comunidad es inteligente cuando, por crisis o por previsión o por presión competitiva, se comprenden los enormes desafíos de la economía de banda ancha y se elabora algún tipo de estrategia o de respuesta a estos desafíos de una manera consciente, planificada, ordenada, para así poder conducir un modo de desarrollo positivo y sustentable. Estas comunidades inteligentes no son necesariamente las de mayor tamaño en cuanto al número de personas que involucran, ni tampoco necesariamente las que albergan los desarrollos tecnológicos más prometedores o famosos. La localización geográfica pareciera que tampoco es un factor muy determinante, pues se han observado desarrollos de comunidades inteligentes tanto en países del primer mundo como en países emergentes o países en vías de desarrollo, y tanto en suburbios como en centros financieros o ciudades enteras, y tanto en la costa como en mesetas o en zonas montañosas, etc.
Lo positivo es que, a pesar de que la economía de banda ancha nos presenta un desafío épico en el sentido no solamente de los desarrollos tecnológicos, sino también en la implantación de una nueva cultura tanto en el trabajo como en la vida cotidiana y social, y también en la propia organización institucional, además nos brinda un nuevo instrumento muy poderoso y competitivo a aplicar en materia educativa, organizacional, financiero-contable, etc. Comenzando en los años 1990, se desplegaron redes locales a las cuales la mayor parte de nosotros llamamos banda ancha, ADSL, cable, entramado de comunicaciones, etc, en distintas vecindades, centros urbanos, o ciudades enteras. Al mismo tiempo, los costos del equipamiento informático, de los sistemas informáticos generales o aplicativos, y de las comunicaciones, en mayor o menor grado cayeron a plomo en los distintos países, y particularmente en lo que se refiere al almacenamiento de datos, obedeciendo así a la conocida "ley de Gordon Moore", que establece que la capacidad de almacenaje de los microchips dobla cada 18 meses. A través de la banda ancha local, las personas, los pequeños negocios, las instituciones y administraciones locales, han ganado acceso a importantes recursos mundiales de información, así como a una amplia gama de instrumentos y vías de comunicación, para intercambiar datos tanto a nivel local como a nivel nacional, regional, o mundial.

## Luces y sombras de laglobalizacióny la apertura al mundo frente a un tipo de economía y de desarrollo másendógeno[6][7]
Hoy día, la banda ancha ofrece a cada comunidad la posibilidad de convenientemente "moverse" de la periferia al centro en términos económicos y de oportunidades. Esto permite aún en lugares geográficamente remotos, crear nuevos tipos de empresas incluso en algunos aspectos parecidas a Yahoo! Inc. o Google Inc., y eventualmente también establecer nuevas industrias enteras. Y también esto permite a pequeñas empresas ser proveedores globales – incluyendo exportación de habilidades y conocimiento – lo que antes difícilmente era transportable a través de husos horarios y fronteras nacionales.
Así, ciudades interiores alejadas de puertos y de nudos de transporte así como zonas rurales remotas, pueden tener acceso a los últimos instrumentos y conocimientos, incluyendo asesoramientos de todo tipo, así como fuentes privilegiadas de información, etc. Esto permite ligar a pacientes con proveedores de asistencia médica, y aún bien administrar centros médicos cualquiera sea su tamaño y su localización geográfica. Individuos y negocios pueden pensar y actuar a nivel global, en busca de eficiencia y de menores costes, así como atraer buenos vendedores y técnicos, y aplicaciones digitales de primera línea, con el objetivo genérico de incrementar el involucramiento de la comunidad en variados aspectos.
Aumentando y facilitando el bienestar económico y social de las comunidades, la banda ancha puede provocar una mejora a los jóvenes que hoy día se alejan de sus lugares de origen en busca de oportunidades y una mejor calidad de vida. Paradójicamente, esto puede jugar un papel clave en dar a las comunidades un futuro sostenible, en nuestro mundo cada vez más competitivo y más interconectado.

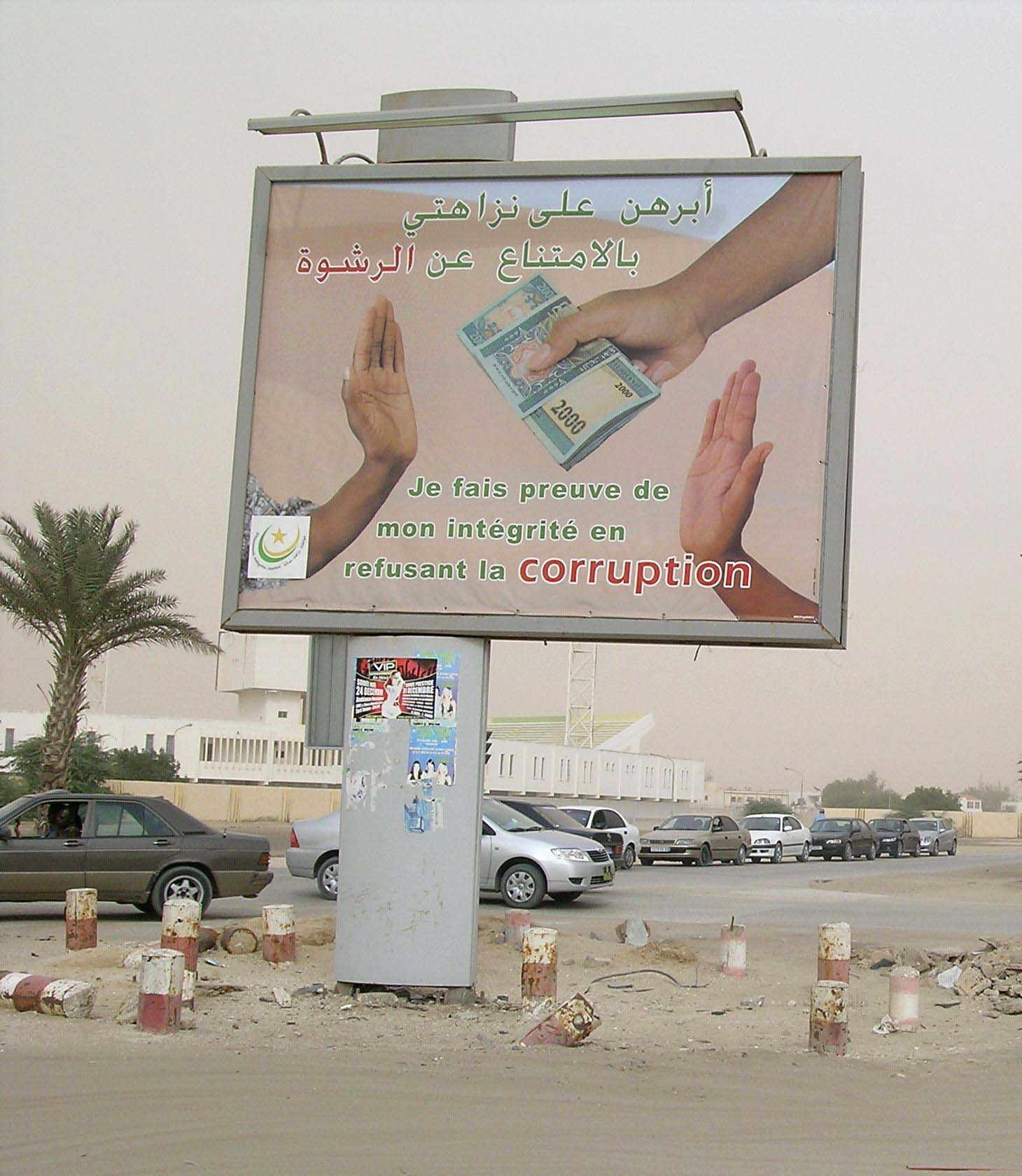
Afiche de una campaña de prevención contra la corrupción en Nuakchot (Mauritania).

Por cierto, este tipo de desarrollo no está exento de peligros. Finalmente, la banda ancha y todo lo que puede rodearle no dejan de ser herramientas, las que en sí mismas no son ni buenas ni malas. Un cuchillo por ejemplo, en las preparaciones culinarias, en la caza, en muchas actividades rurales, ciertamente puede ser muy útil, pero también puede servir para asesinar a un congénere.
Aunque no es lo único, interesante e importante es el enfoque que a esta cuestión da el investigador social Brauli Tamarit Tamarit en su escrito titulado "Desmontando las trampas del dinero", donde advierte sobre la posibilidad de que en el nuevo escenario se pudiera establecer una "tiranía telemática", aprovechando las posibilidades de la infraestructura telemática establecida; allí, este investigador catalán especula incluso con la digitalización del dinero, lo que tanto podría llegar a ser una solución magnífica o un desastre, dependiendo de quien sea que ejerce el control sobre estos recursos telemáticos.
Y naturalmente la corrupción, una de las grandes problemáticas de nuestro tiempo, también debe ser sujeto de preocupación y de análisis, a efectos que repercuta lo menos posible en este nuevo tipo de organización económica que estamos presentando, e incluso para erradicar este flagelo si ello fuera viable. Por cierto, las enormes posibilidades de seguimiento, control, y vigilancia, que nos ofrecen las tecnologías digitales, puede permitir tanto reducir la corrupción a una expresión casi testimonial, como por el contrario crearle nichos favorables donde prospere de la mano del ascenso de alguna cúpula emergente.

## Adaptación a los desafíos, adaptación a la nueva civilización, adaptación a las nuevas formas de hacer negocios[6]
Obviamente, la banda ancha sola, la tecnología por sí sola, no basta como para crear, por el simple devenir de los acontecimientos, una economía próspera, inclusiva, y global, que es la base o el cimiento para todo lo demás que permite que una comunidad sea sana, competitiva, y vital. La banda ancha por sí sola ciertamente no genera las condiciones en las cuales se pone a una determinada comunidad en competición directa y abierta con cada comunidad similar sobre la Tierra, así como no necesariamente proporciona una apertura a nuevas oportunidades para el comercio y la colaboración interindividual e interinstitucional. Las Comunidades Inteligentes ciertamente deben trabajar tenazmente y durante un tiempo prolongado, para aprovechar y adaptarse a los desafíos de la economía de banda ancha.
En efecto, las situaciones y los tiempos son disímiles, y varían caso a caso. Unos deben reponerse de la crisis económica y tienen más proyectos y esperanzas que resultados tangibles para mostrar. Otros están bien orientados en el camino hacia objetivos ambiciosos, y avanzan rápidamente. Algunas comunidades previsoras nunca dejan que una crisis o una burbuja especulativa les alcancen plenamente, y una vez hechas algunas opciones correctas y algunas oportunas inversiones, logran beneficiarse más rápida y fácilmente del surgimiento de la economía de banda ancha.